# Пак Сонхун (актёр)
Пак Сонхун (кор. 박성훈; род. 18 февраля 1985, Квачхон, Кёнгидо, Республика Корея) — южнокорейский актёр. Известен по роли Чо Хён Джу / Игрока № 120 в сериале Netflix «Игра в кальмара» (2024—2025).

## Биография
Образование получил на Кафедре французского языка в средней школе иностранных языков Квачхон, а также в Департаменте киноискусства Университета СМИ и искусств Донг-А. В настоящее время является сотрудником агентства «BH Entertainment».

## Карьера
В 2014 году он присоединился к актёрскому составу сериала «Три дня», где сыграл Ли Дон Сона, члена «PSS», а в октябре 2015 года исполнил роль Гиль Ю в сериале «Шесть летающих драконов».
В июле 2017 года он присоединился к касту сериала «Фальсификация», где сыграл На Сон Сика, члена команды «Всплеск».
В мае 2018 года снялся в сериале «Богатый мужчина», где сыграл умного и привлекательного программиста Ча До Джина, человека, который, хотя поначалу кажется самовлюбленным, постепенно начинает открываться людям. 29 августа того же года он присоединился к актёрскому составу фильма «Высшее общество», где сыграл Джейсона, сына президента. 14 сентября приступил к работе над сериалом «Дневник моих стыдливых дней», где сыграл На Пиль Сына, первую любовь учителя математики. 15 сентября присоединился к основному составу сериала «Мой прекрасный союзник», где сыграл Чан Го Рэ, старшего брата Чан Да Я.
17 июля 2019 года он приступил к съёмкам в сериале «Правосудие», где исполнил роль Так Су Хо, вице-президента группы «Чон Джин». 20 ноября того же года он присоединился к основному составу сериала «Дневник психопата», где сыграл опасного серийного убийцу-психопата Со Ин У, директора компании, в которой работает застенчивый Юк Дон Сик (в исполнении Юн Си Юна).
1 июля 2020 года он присоединился к актёрскому составу сериала «Бюллетень», где сыграл Со Гон Мёна, привлекательного и эффективного чиновника, который всегда играет по правилам.
22 марта 2021 года он присоединился к основному составу сериала «Экзорцист из Чосона», где сыграл принца Яннёна, первого сына короля, который подписывает опасный контракт со злым духом, чтобы защитить своих близких. В мае того же года было подтверждено, что он снимется в сериале «Только один человек», где исполнит роль Чо Си Ёна, циничного инспектора столичного полицейского управления Сеула, однако уже в июле было объявлено, что он вышел из проекта из-за конфликтов в расписании.

## Личная жизнь
С марта 2017 года встречался с южнокорейской актрисой Рю Хён Гён. 5 августа 2022 года пара объявила о расставании после 6 лет отношений.

## Фильмография

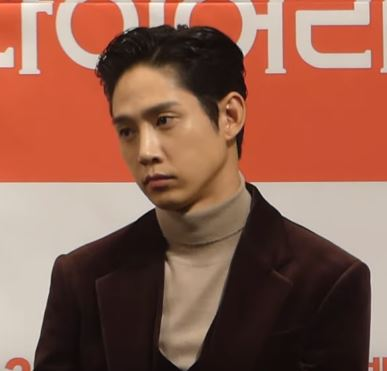
Пак Сон Хун в 2019 году

### Кино

Пак Сон Хун в декабре 2022 года

| Год  | Название                          | Роль                 | Примечания                       | Источник |
| ---- | --------------------------------- | -------------------- | -------------------------------- | -------- |
| 2006 | Воскресный Сеул                   |                      | кор. 썬데이 서울                 |          |
| 2008 | Ледяной цветок                    | Человек короля       | кор. 쌍화점                      |          |
| 2009 | Даосский маг Чон У Чхи            | Один из 10 Чон У Чхи | кор. 전우치                      |          |
| 2018 | Психиатрическая больница Конджиам | Сон Хун              | кор. 곤지암                      |          |
| 2018 | Высшее общество                   | Джейсон              | кор. 상류사회                    |          |
| 2019 | Астрономия                        | Ли Хян               | кор. 천문: 하늘에 묻는다         |          |
| 2019 | Меня зовут Ким Бок Дон            | рассказчик           | кор. 김복동; безбарьерная версия | [ 23 ]   |
| 2023 | Да здравствует ад                 | Хан Мён Хо           | кор. 지옥만세                    | [ 24 ]   |

### Телевидение
| Год       | Название                    | Телеканал | Роль                     | Примечания                                              | Источник      |
| --------- | --------------------------- | --------- | ------------------------ | ------------------------------------------------------- | ------------- |
| 2011      | Овощной магазин холостяка   | Channel A | друг Ли Сыль У           | кор. 총각네 야채가게                                    |               |
| 2012      | Солнце в объятиях Луны      | MBC       |                          | кор. 해를 품은 달                                       |               |
| 2012      | Большой                     | KBS2      | Юн Ки Тэк                | кор. 빅                                                 |               |
| 2013      | Ты босс                     | MBC       | Ю Док Хва                | кор. 잘났어, 정말!                                      |               |
| 2014      | Три дня                     | SBS       | Ли Дон Сон               | кор. 쓰리 데이즈                                        |               |
| 2015      | Шесть летающих драконов     | SBS       | Гиль Ю                   | кор. 육룡이 나르샤                                      |               |
| 2016      | Воплощение ревности         | SBS       | Секретарь Ча             | кор. 질투의 화신                                        |               |
| 2017      | Фальсификация               | SBS       | На Сон Сик               | кор. 조작                                               |               |
| 2017      | Плохая семейка              | KBS2      | классный руководитель    | кор. 드라마 스페셜 - 나쁜 가족들                        |               |
| 2017      | Бешеный пёс                 | KBS2      | Ко Джин Чул              | кор. 매드 독                                            |               |
| 2017      | Чёрный рыцарь               | KBS2      | Пак Гон                  | кор. 흑기사                                             |               |
| 2018      | Богатый мужчина             | MBN       | Ча До Джин               | кор. 리치맨                                             | [ 25 ]        |
| 2018      | Дневник моих стыдливых дней | KBS       | На Пиль Сын              | кор. 나의 흑역사 오답노트                               | [ 26 ]        |
| 2018      | Мой прекрасный союзник      | KBS2      | Чан Го Раэ               | кор. 하나뿐인 내편                                      | [ 27 ]        |
| 2019      | Правосудие                  | KBS2      | Так Су Хо                | кор. 저스티스                                           | [ 28 ]        |
| 2019      | Дневник психопата           | tvN       | Со Ин У                  | кор. 싸이코패스 다이어리                                | [ 29 ]        |
| 2020      | Бюллетень                   | KBS2      | Со Гон Мён               | кор. 출사표                                             |               |
| 2021      | Экзорцист из Чосона         | SBS       | Принц Яннён              | кор. 조선구마사; также известен как Чосонский экзорцист | [ 30 ]        |
| 2021      | Хи Су                       | KBS2      | Ко Тэ Хун                | кор. 희수; телефильм                                    | [ 31 ] [ 32 ] |
| 2022      | Распространители            | KBS2      | До Ю Бин                 | кор. 유포자들; телефильм                                | [ 33 ] [ 34 ] |
| 2022—2023 | Слава                       |           | Чон Чжэ Чжун             | кор. 더 글로리                                          | [ 35 ] [ 36 ] |
| 2023      | Незнакомки                  | ENA       | Ын Джэ Вон               | кор. 남남                                               | [ 37 ]        |
| 2023      | День похищения              | ENA       | Пак Сан Юн               | кор. 유괴의 날                                          | [ 38 ]        |
| 2024      | Королева слёз               | tvN       |                          | кор. 눈물의 여왕                                        | [ 39 ]        |
| 2024—2025 | Игра в кальмара             |           | Чо Хён Джу / Игрок № 120 | кор. 오징어게임                                         | [ 40 ]        |

### Веб-сериалы
| Год  | Название    | Оригинальное название | Платформа | Роль       | Примечание | Источник      |
| ---- | ----------- | --------------------- | --------- | ---------- | ---------- | ------------- |
| 2021 | Мир дорам 2 | кор. 드라마월드 시즌2 | Lifetime  | Камео      |            | [ 35 ] [ 36 ] |
| 2024 | Завещанное  | кор. 선산             |           | Ян Джэ Сок |            | [ 41 ]        |